# Rafael Lima Pereira
Rafael Lima Pereira, mais conhecido como Rafinha (Porto Franco, 1 de abril de 1993), é um futebolista brasileiro que atua como atacante. Atualmente joga pelo São Raimundo-AM.

## Carreira

### Início
Começou nas categorias de base do CFZ do Rio de Janeiro, mas depois acabou se transferindo para o CFZ de Brasília. Pelo CFZ do Rio de Janeiro, o atacante foi eleito o melhor jogador da Copa da Amizade de 2007.

### Flamengo
Rafinha chegou às categorias de base por meio de uma parceria do Flamengo com o CFZ do Rio de Janeiro. Durante sua passagem pelas categorias de base do rubro-negro carioca, Rafinha participou de uma campanha na Copa São Paulo de Futebol Júnior em que a equipe se consagrou campeã. Em 2013, que pode ser considerado um dos melhores anos da carreira de Rafinha, o jogador realizou sua estreia pela equipe principal contra o Quissamã numa vitória por 2 a 0, em partida válida pela primeira rodada da Taça Guanabara do Campeonato Carioca. Marcou seu primeiro gol como profissional numa vitória por 4 a 2 contra o rival Vasco da Gama. Além de ter marcado o gol, o jogador também teve uma grande atuação no jogo. Em 27 de fevereiro, teve seu contrato renovado por cinco anos, tendo um novo vínculo com duração até 2018. A multa rescisória para clubes do exterior era de € 50 milhões. Teve eleito o gol mais bonito do Campeonato Carioca, que foi marcado numa goleada por 4 a 0 em cima do Friburguense, em que Rafinha encobriu o goleiro.

### Bahia
Rafinha foi envolvido numa troca com o volante Feijão, na qual Rafinha passaria a defender o clube baiano por um ano de empréstimo, mesma situação do volante Feijão. Marcou seu primeiro gol logo na sua estreia. Rafinha havia acabado de entrar no segundo tempo, o jogador recebeu um lançamento e esperou a hora certa para bater e fazer. Entretanto, não evitou a goleada por 4 a 1 sofrida para o CSA, em partida válida pela Copa do Nordeste. Voltou a marcar pelo Bahia no empate por 1 a 1 diante do Vila Nova, em partida válida pela Copa do Brasil. Diante do América Mineiro, Rafinha marcou o gol da vitória por 2 a 1 de virada, em partida válida pela segunda fase da Copa do Brasil.

### Atlético Goianiense
Em 2015, é novamente emprestado, desta vez para o atlético goianiense.

### Daejeon Citizen
Ainda em 2015, Rafinha é emprestado ao Daejeon Citizen, da Coreia do Sul.

### Metropolitano
No começo de 2016, Rafinha retornou ao Brasil para atuar pelo Metropolitano, emprestado pelo Flamengo até o fim do Campeonato Catarinense de 2016.

### Thai Honda
De volta ao Flamengo foi novamente, desta vez para o Thai Honda, clube que disputou a segunda divisão do campeonato Tailandês e que também tentara a sua contratação por empréstimo em 2015.

### Avaí
No dia 21 de dezembro de 2017, Rafinha acertou sua ida ao Avaí, desta vez sem vínculo com o Flamengo. Seu contrato se encerraria no final de janeiro do ano seguinte, porém, fez uma rescisão amigável com o Flamengo para poder se apresentar em seu novo clube.

## Estatísticas
Até 11 de março de 2017.

### Clubes
| Clube               | Temporada         | Campeonato nacional | Campeonato nacional | Campeonato nacional | Copa nacional[a] | Copa nacional[a] | Copa nacional[a] | Competições continentais[b] | Competições continentais[b] | Competições continentais[b] | Outros torneios[c] | Outros torneios[c] | Outros torneios[c] | Total | Total | Total   |
| Clube               | Temporada         | Jogos               | Gols                | Assist.             | Jogos            | Gols             | Assist.          | Jogos                       | Gols                        | Assist.                     | Jogos              | Gols               | Assist.            | Jogos | Gols  | Assist. |
| ------------------- | ----------------- | ------------------- | ------------------- | ------------------- | ---------------- | ---------------- | ---------------- | --------------------------- | --------------------------- | --------------------------- | ------------------ | ------------------ | ------------------ | ----- | ----- | ------- |
| Flamengo            | 2010              | 0                   | 0                   | 0                   | —                | —                | —                | —                           | —                           | —                           | —                  | —                  | —                  | 0     | 0     | 0       |
| Flamengo            | 2011              | —                   | —                   | —                   | —                | —                | —                | —                           | —                           | —                           | —                  | —                  | —                  | 0     | 0     | 0       |
| Flamengo            | 2012              | —                   | —                   | —                   | —                | —                | —                | —                           | —                           | —                           | —                  | —                  | —                  | 0     | 0     | 0       |
| Flamengo            | 2013              | 21                  | 0                   | 2                   | 7                | 1                | 1                | —                           | —                           | —                           | 16                 | 2                  | 5                  | 44    | 3     | 8       |
| Flamengo            | Total             | 21                  | 0                   | 2                   | 7                | 1                | 1                | 0                           | 0                           | 0                           | 16                 | 2                  | 5                  | 44    | 3     | 8       |
| Bahia               | 2014              | 19                  | 0                   | 0                   | 5                | 2                | 0                | 4                           | 0                           | 0                           | 12                 | 1                  | 1                  | 40    | 3     | 1       |
| Bahia               | Total             | 19                  | 0                   | 0                   | 5                | 2                | 0                | 4                           | 0                           | 0                           | 12                 | 1                  | 1                  | 40    | 3     | 1       |
| Atlético Goianiense | 2015              | 7                   | 0                   | 0                   | 4                | 0                | 0                | —                           | —                           | —                           | 14                 | 3                  | 0                  | 25    | 3     | 0       |
| Atlético Goianiense | Total             | 7                   | 0                   | 0                   | 4                | 0                | 0                | 0                           | 0                           | 0                           | 14                 | 3                  | 0                  | 25    | 3     | 0       |
| Daejeon Citizen     | 2015              | 7                   | 0                   | 0                   | —                | —                | —                | —                           | —                           | —                           | —                  | —                  | —                  | 7     | 0     | 0       |
| Daejeon Citizen     | Total             | 7                   | 0                   | 0                   | 0                | 0                | 0                | 0                           | 0                           | 0                           | 0                  | 0                  | 0                  | 7     | 0     | 0       |
| Metropolitano       | 2015              | —                   | —                   | —                   | —                | —                | —                | —                           | —                           | —                           | 15                 | 2                  | 5                  | 15    | 2     | 5       |
| Metropolitano       | Total             | 0                   | 0                   | 0                   | 0                | 0                | 0                | 0                           | 0                           | 0                           | 15                 | 2                  | 5                  | 15    | 2     | 5       |
| Thai Honda          | 2016              | 20                  | 11                  | 5                   | —                | —                | —                | —                           | —                           | —                           | —                  | —                  | —                  | 0     | 0     | 0       |
| Thai Honda          | 2017              | 26                  | 5                   | 8                   | —                | —                | —                | —                           | —                           | —                           | —                  | —                  | —                  | 26    | 5     | 8       |
| Thai Honda          | Total             | 26                  | 5                   | 8                   | 0                | 0                | 0                | 0                           | 0                           | 0                           | 0                  | 0                  | 0                  | 26    | 5     | 8       |
| Total na carreira   | Total na carreira | 66                  | 1                   | 6                   | 16               | 3                | 1                | 4                           | 0                           | 0                           | 57                 | 7                  | 11                 | 143   | 15    | 22      |

- a. ^ Jogos da Copa do Brasil
- b. ^ Jogos da Copa Sul-Americana
- c. ^ Jogos do Campeonato Carioca, Troféu 125 anos de Uberlândia, Campeonato Baiano, Copa do Nordeste, Campeonato Goiano e Campeonato Catarinense

|                 | Data                    | Local                                      | Resultado | Adversário          | Gols | Assist. | Competição                     |
| --------------- | ----------------------- | ------------------------------------------ | --------- | ------------------- | ---- | ------- | ------------------------------ |
| Flamengo        |                         |                                            |           |                     |      |         |                                |
| 1.              | 19 de janeiro de 2013   | Nilton Santos, Rio de Janeiro, Brasil      | 2–0       | Quissamã            | 0    | 0       | Campeonato Carioca de 2013     |
| 2.              | 23 de janeiro de 2013   | Conselheiro Galvão, Rio de Janeiro, Brasil | 1–1       | Madureira           | 0    | 0       | Campeonato Carioca de 2013     |
| 3.              | 27 de janeiro de 2013   | Moça Bonita, Rio de Janeiro, Brasil        | 1–0       | Volta Redonda       | 0    | 0       | Campeonato Carioca de 2013     |
| 4.              | 31 de janeiro de 2013   | Nilton Santos, Rio de Janeiro, Brasil      | 4–2       | Vasco da Gama       | 1    | 1       | Campeonato Carioca de 2013     |
| 5.              | 3 de fevereiro de 2013  | Nilton Santos, Rio de Janeiro, Brasil      | 1–0       | Nova Iguaçu         | 0    | 0       | Campeonato Carioca de 2013     |
| 6.              | 6 de fevereiro de 2013  | Moacyrzão, Macaé, Brasil                   | 4–0       | Friburguense        | 1    | 2       | Campeonato Carioca de 2013     |
| 7.              | 17 de fevereiro de 2013 | Nilton Santos, Rio de Janeiro, Brasil      | 1–0       | Botafogo            | 0    | 0       | Campeonato Carioca de 2013     |
| 8.              | 23 de fevereiro de 2013 | Raulino de Oliveira, Volta Redonda, Brasil | 2–0       | Olaria              | 0    | 0       | Campeonato Carioca de 2013     |
| 9.              | 3 de março de 2013      | Nilton Santos, Rio de Janeiro, Brasil      | 0–2       | Botafogo            | 0    | 0       | Campeonato Carioca de 2013     |
| 10.             | 13 de março de 2013     | Nilton Santos, Rio de Janeiro, Brasil      | 2–3       | Resende             | 0    | 0       | Campeonato Carioca de 2013     |
| 11.             | 23 de março de 2013     | Nilton Santos, Rio de Janeiro, Brasil      | 0–0       | Boavista            | 0    | 0       | Campeonato Carioca de 2013     |
| 12.             | 27 de março de 2013     | Raulino de Oliveira, Volta Redonda, Brasil | 2–1       | Bangu               | 0    | 1       | Campeonato Carioca de 2013     |
| 13.             | 31 de março de 2013     | Moça Bonita, Rio de Janeiro, Brasil        | 1–2       | Audax Rio           | 0    | 1       | Campeonato Carioca de 2013     |
| 14.             | 3 de abril de 2013      | Mangueirão, Belém, Brasil                  | 1–0       | Remo                | 1    | 0       | Copa do Brasil de 2013         |
| 15.             | 6 de abril de 2013      | Moça Bonita, Rio de Janeiro, Brasil        | 1–1       | Duque de Caxias     | 0    | 0       | Campeonato Carioca de 2013     |
| 16.             | 14 de abril de 2013     | Raulino de Oliveira, Volta Redonda, Brasil | 3–1       | Fluminense          | 0    | 0       | Campeonato Carioca de 2013     |
| 17.             | 17 de abril de 2013     | Raulino de Oliveira, Volta Redonda, Brasil | 3–0       | Remo                | 0    | 1       | Copa do Brasil de 2013         |
| 18.             | 1 de maio de 2013       | O Amigão, Campina Grande, Brasil           | 2–1       | Campinense          | 0    | 0       | Copa do Brasil de 2013         |
| 19.             | 15 de maio de 2013      | Mário Helênio, Juiz de Fora, Brasil        | 2–1       | Campinense          | 0    | 0       | Copa do Brasil de 2013         |
| 20.             | 26 de maio de 2013      | Mané Garrincha, Brasília, Brasil           | 0–0       | Santos              | 0    | 0       | Campeonato Brasileiro de 2013  |
| 21.             | 29 de maio de 2013      | Mário Helênio, Juiz de Fora, Brasil        | 0–2       | Ponte Preta         | 0    | 0       | Campeonato Brasileiro de 2013  |
| 22.             | 1 de junho de 2013      | Arena Joinville, Joinville, Brasil         | 2–2       | Atlético Paranaense | 0    | 0       | Campeonato Brasileiro de 2013  |
| 23.             | 5 de junho de 2013      | Orlando Scarpelli, Florianópolis, Brasil   | 0–1       | Náutico             | 0    | 0       | Campeonato Brasileiro de 2013  |
| 24.             | 29 de junho de 2013     | Parque do Sabiá, Uberlândia, Brasil        | 1–0       | São Paulo           | 0    | 0       | Troféu 125 anos de Uberlândia  |
| 25.             | 6 de julho de 2013      | Mané Garrincha, Brasília, Brasil           | 2–2       | Coritiba            | 0    | 0       | Campeonato Brasileiro de 2013  |
| 26.             | 14 de julho de 2013     | Mané Garrincha, Brasília, Brasil           | 1–0       | Vasco da Gama       | 0    | 0       | Campeonato Brasileiro de 2013  |
| 27.             | 4 de agosto de 2013     | Mané Garrincha, Brasília, Brasil           | 3–0       | Atlético Mineiro    | 0    | 1       | Campeonato Brasileiro de 2013  |
| 28.             | 14 de agosto de 2013    | Serra Dourada, Goiânia, Brasil             | 1–1       | Goiás               | 0    | 0       | Campeonato Brasileiro de 2013  |
| 29.             | 28 de agosto de 2013    | Maracanã, Rio de Janeiro, Brasil           | 1–0       | Cruzeiro            | 0    | 0       | Copa do Brasil de 2013         |
| 30.             | 1 de setembro de 2013   | Pacaembu, São Paulo, Brasil                | 0–4       | Corinthians         | 0    | 0       | Campeonato Brasileiro de 2013  |
| 31.             | 4 de setembro de 2013   | Maracanã, Rio de Janeiro, Brasil           | 2–1       | Vitória             | 0    | 0       | Campeonato Brasileiro de 2013  |
| 32.             | 8 de setembro de 2013   | Mineirão, Belo Horizonte, Brasil           | 0–1       | Cruzeiro            | 0    | 0       | Campeonato Brasileiro de 2013  |
| 33.             | 12 de setembro de 2013  | Maracanã, Rio de Janeiro, Brasil           | 2–1       | Santos              | 0    | 0       | Campeonato Brasileiro de 2013  |
| 34.             | 15 de setembro de 2013  | Moisés Lucarelli, Campinas, Brasil         | 1–1       | Ponte Preta         | 0    | 0       | Campeonato Brasileiro de 2013  |
| 35.             | 19 de setembro de 2013  | Maracanã, Rio de Janeiro, Brasil           | 2–4       | Atlético Paranaense | 0    | 1       | Campeonato Brasileiro de 2013  |
| 36.             | 25 de setembro de 2013  | Maracanã, Rio de Janeiro, Brasil           | 1–1       | Botafogo            | 0    | 0       | Copa do Brasil de 2013         |
| 37.             | 6 de outubro de 2013    | Mané Garrincha, Brasília, Brasil           | 1–1       | Vasco da Gama       | 0    | 0       | Campeonato Brasileiro de 2013  |
| 38.             | 20 de outubro de 2013   | Independência, Belo Horizonte, Brasil      | 0–1       | Atlético Mineiro    | 0    | 0       | Campeonato Brasileiro de 2013  |
| 39.             | 23 de outubro de 2013   | Maracanã, Rio de Janeiro, Brasil           | 4–0       | Botafogo            | 0    | 0       | Copa do Brasil de 2013         |
| 40.             | 27 de outubro de 2013   | Arena Castelão, Fortaleza, Brasil          | 0–0       | Portuguesa          | 0    | 0       | Campeonato Brasileiro de 2013  |
| 41.             | 3 de novembro de 2013   | Maracanã, Rio de Janeiro, Brasil           | 1–0       | Fluminense          | 0    | 0       | Campeonato Brasileiro de 2013  |
| 42.             | 9 de novembro de 2013   | Maracanã, Rio de Janeiro, Brasil           | 1–1       | Goiás               | 0    | 0       | Campeonato Brasileiro de 2013  |
| 43.             | 17 de novembro de 2013  | Arena do Grêmio, Porto Alegre, Brasil      | 1–2       | Grêmio              | 0    | 0       | Campeonato Brasileiro de 2013  |
| 44.             | 1 de dezembro de 2013   | Barradão, Salvador, Brasil                 | 2–4       | Vitória             | 0    | 0       | Campeonato Brasileiro de 2013  |
| Daejeon Citizen |                         |                                            |           |                     |      |         |                                |
| 110.            | 26 de julho de 2015     | Estádio Asiad Main, Busan, Coreia do Sul   | 1–2       | Busan IPark         | 0    | 0       | Campeonato Sul-Coreano de 2015 |
| 110.            | 12 de agosto de 2015    | Big Bird Stadium, Suwon, Coreia do Sul     | 1–2       | Suwon Bluewings     | 0    | 0       | Campeonato Sul-Coreano de 2015 |
| 112.            | 15 de agosto de 2015    | Purple Arena, Daejeon, Coreia do Sul       | 0–2       | Seongnam            | 0    | 0       | Campeonato Sul-Coreano de 2015 |
| 113.            | 22 de agosto de 2015    | Sangam Stadium, Seul, Coreia do Sul        | 0–2       | Seul                | 0    | 0       | Campeonato Sul-Coreano de 2015 |
| 114.            | 29 de agosto de 2015    | Sungui Arena Park, Incheon, Coreia do Sul  | 1–2       | Incheon United      | 0    | 0       | Campeonato Sul-Coreano de 2015 |
| 115.            | 13 de setembro de 2015  | Dragon Dungeon, Gwangyang, Coreia do Sul   | 1–1       | Jeonnam Dragons     | 0    | 0       | Campeonato Sul-Coreano de 2015 |
| 116.            | 7 de novembro de 2015   | Munsu Cup Stadium, Ulsan, Coreia do Sul    | 1–2       | Ulsan Hyundai       | 0    | 0       | Campeonato Sul-Coreano de 2015 |
| Metropolitano   |                         |                                            |           |                     |      |         |                                |
| 117.            | 7 de fevereiro de 2016  | João Marcatto, Jaraguá do Sul, Brasil      | 2–2       | Brusque             | 0    | 1       | Campeonato Catarinense de 2016 |
| 118.            | 11 de fevereiro de 2016 | Arena Joinville, Joinville, Brasil         | 0–0       | Joinville           | 0    | 0       | Campeonato Catarinense de 2016 |
| 119.            | 14 de fevereiro de 2016 | Estádio Renato Silveira, Palhoça, Brasil   | 3–2       | Guarani de Palhoça  | 0    | 1       | Campeonato Catarinense de 2016 |
| 120.            | 21 de fevereiro de 2016 | João Marcatto, Jaraguá do Sul, Brasil      | 1–2       | Inter de Lages      | 0    | 0       | Campeonato Catarinense de 2016 |
| 121.            | 28 de fevereiro de 2016 | Heriberto Hülse, Criciúma, Brasil          | 0–3       | Criciúma            | 0    | 0       | Campeonato Catarinense de 2016 |
| 122.            | 3 de março de 2016      | João Marcatto, Jaraguá do Sul, Brasil      | 0–1       | Figueirense         | 0    | 0       | Campeonato Catarinense de 2016 |
| 123.            | 6 de março de 2016      | Robertão, Camboriú, Brasil                 | 2–1       | Camboriú            | 0    | 0       | Campeonato Catarinense de 2016 |
| 124.            | 13 de março de 2016     | João Marcatto, Jaraguá do Sul, Brasil      | 4–1       | Avaí                | 1    | 0       | Campeonato Catarinense de 2016 |
| 125.            | 16 de março de 2016     | Augusto Bauer, Brusque, Brasil             | 0–1       | Brusque             | 0    | 0       | Campeonato Catarinense de 2016 |
| 126.            | 23 de março de 2016     | João Marcatto, Jaraguá do Sul, Brasil      | 2–2       | Joinville           | 0    | 1       | Campeonato Catarinense de 2016 |
| 127.            | 27 de março de 2016     | João Marcatto, Jaraguá do Sul, Brasil      | 2–2       | Guarani de Palhoça  | 0    | 0       | Campeonato Catarinense de 2016 |
| 128.            | 2 de abril de 2016      | Tio Vida, Lages, Brasil                    | 1–3       | Inter de Lages      | 0    | 0       | Campeonato Catarinense de 2016 |
| 129.            | 10 de abril de 2016     | João Marcatto, Jaraguá do Sul, Brasil      | 2–1       | Chapecoense         | 0    | 2       | Campeonato Catarinense de 2016 |
| 130.            | 20 de abril de 2016     | João Marcatto, Jaraguá do Sul, Brasil      | 2–1       | Criciúma            | 0    | 0       | Campeonato Catarinense de 2016 |
| 131.            | 23 de abril de 2016     | Orlando Scarpelli, Florianópolis, Brasil   | 0–2       | Figueirense         | 0    | 0       | Campeonato Catarinense de 2016 |

## Títulos
Flamengo
- Copa São Paulo de Futebol Júnior: 2011
- Torneio Octávio Pinto Guimarães: 2011 e 2012
- Troféu 125 anos de Uberlândia: 2013
- Copa do Brasil: 2013
- Torneio Super Clássicos: 2013

Bahia
- Campeonato Baiano: 2014

### Prêmios Individuais
- Globolinha de Ouro Campeonato Carioca: 2013
- Revelação do Campeonato Carioca: 2013